# عبد الله الصعدي
عبدالله بن يحيى بن محمد الصعدي عالم دين يمني ووزيروسياسي وإداري ولد في مدينة ضحيان محافظة صعدة سنة 1930.

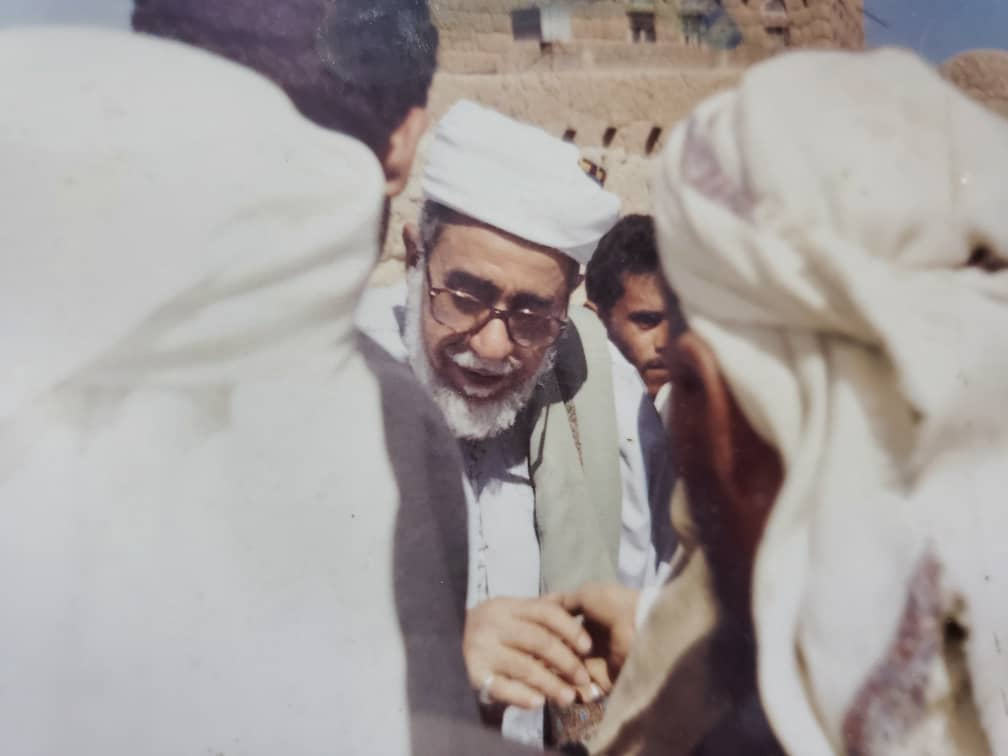

## نسبه

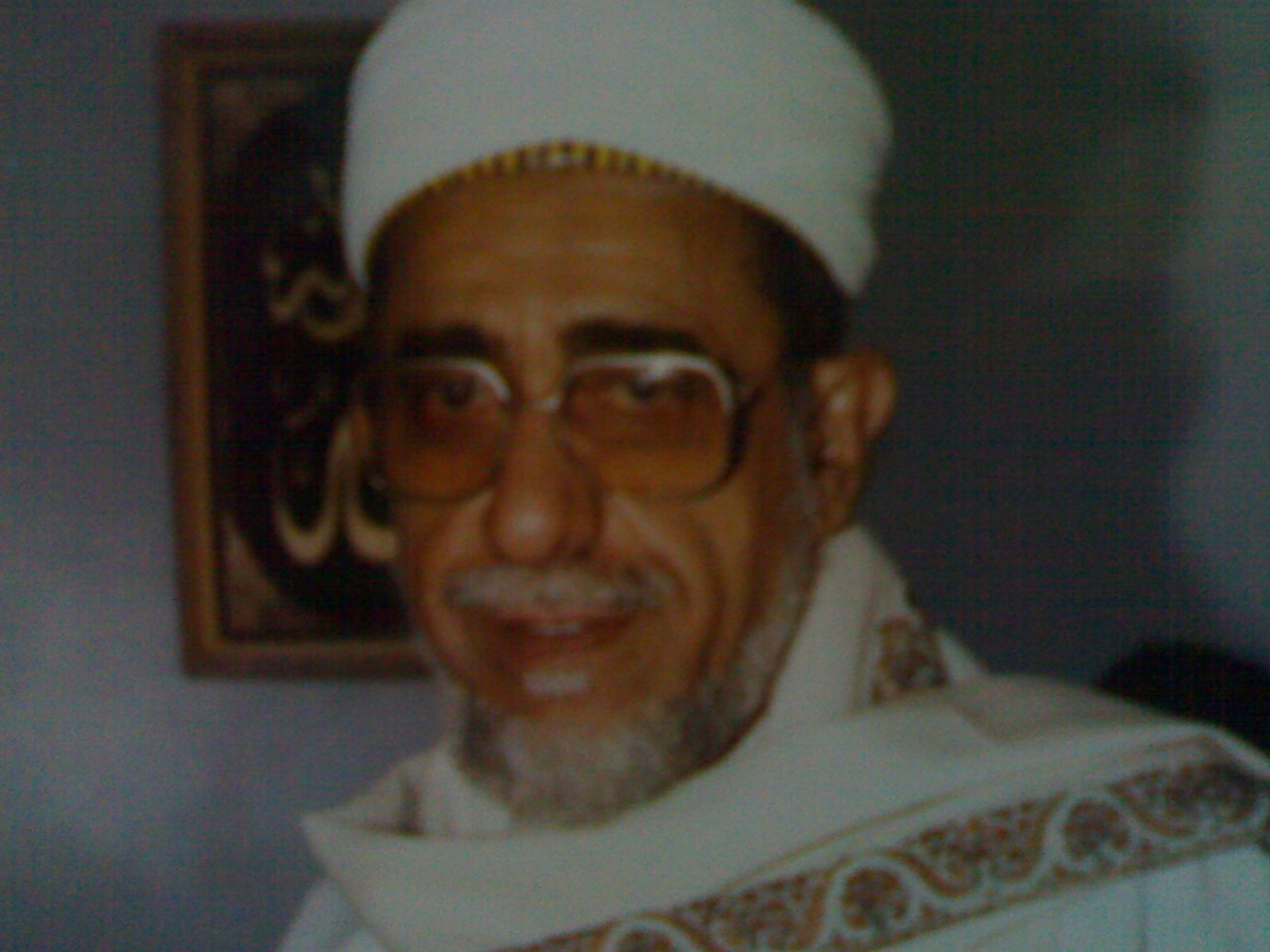

هو أبو محمد عبدالله بن يحيى بن محمد بن يحيى بن أحمد بن علي بن أحمد بن محمد بن صلاح "الصعدي" بن أحمد بن صلاح بن يحيى بن أحمد بن الهادي بن صلاح بن الحسن بن الإمام علي بن المؤيد بن جبريل بن فقيه آل محمد المؤيد بن ترجمان الدين أحمد الملقب المهدي بن الأمير شمس الدين الداعي إلى الله يحيى بن أحمد بن يحيى بن يحيى بن الناصر بن الحسن بن المعتضد بالله عبدالله بن الإمام المنتصر لدين الله محمد بن الإمام القاسم المختار بن الإمام الناصر أحمد بن الإمام الهادي إلى الحق يحيى بن الحسين بن القاسم بن إبراهيم بن إسماعيل بن إبراهيم بن الإمام الحسن المثنى بن الإمام الحسن المجتبى بن أمير المؤمنين الإمام علي بن أبي طالب.

## دراسته ومشائخه

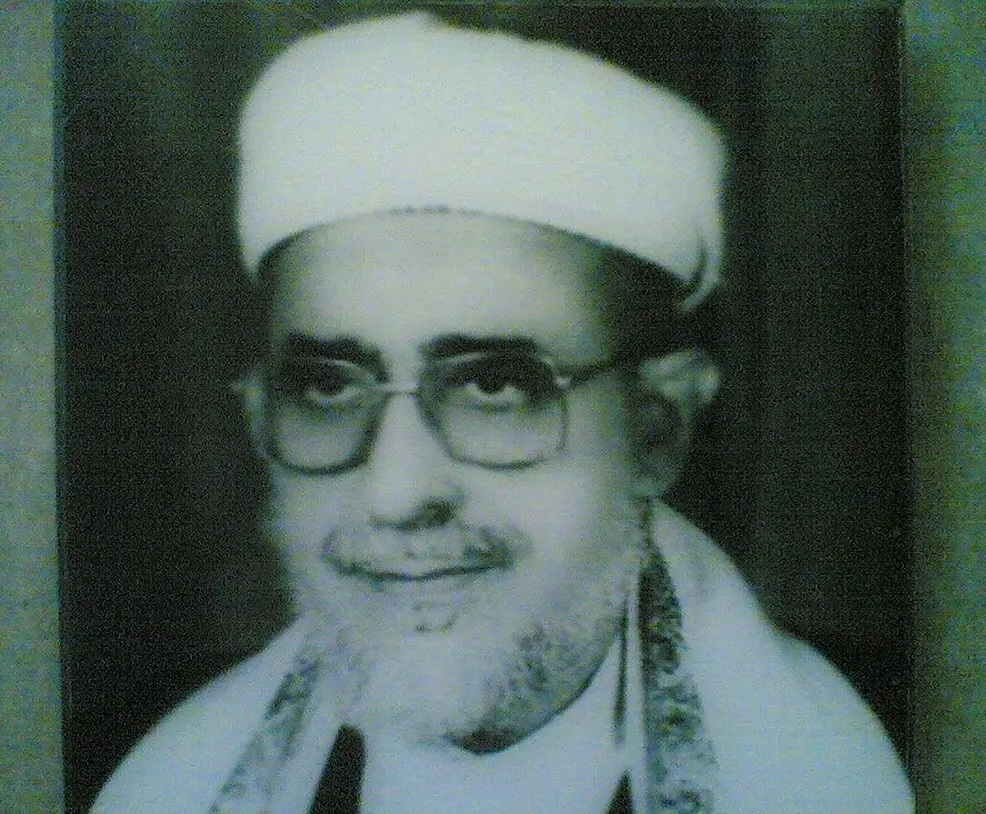

عالمٌ فاضل درس على يد عدد من العلماء منهم: السيد العلامة علي محمد العجري، و السيد العلامة حسن قاسم الحوثي، والسيد العلامة أحمد قاسم الحوثي، والسيد العلامة مجد الدين المؤيدي، والسيد العلامة محمد الفضلي، والسيد العلامة صلاح نور الدين، والعلامة أحسن سهيل.

## المناصب التي تقلدها
عُين عاملاً على مدينة صعدة حتى قيام الثورة الجمهورية سنة 1382هـ - 1962م وقد قاد بعد الثورة لجان المصالحة بين الملكيين والجمهوريين كما كان أيضاً أحد الأعضاء المشاركين في مؤتمر حرض عام 1966م ، ثم عُين من قبل النظام الجمهوري محافظاً لمحافظة صعدَة حتى عام 1390هـ - 1970م، ثم عُيّن وزيراً للأشغال عام 1391هـ - 1971م، ثم أعيد تعيينه في المنصب نفسه وفي العام نفسه وكذلك في العام التالي، ثم عين وزيراً للأوقاف عام 1394هـ - 1974م.

## حياته وأعماله

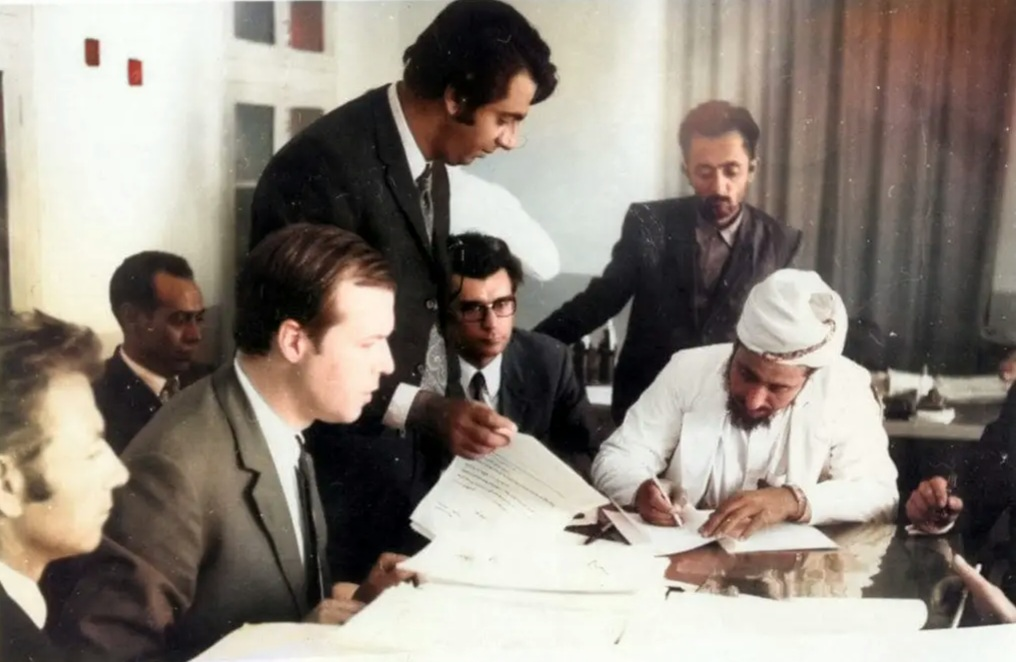
"أثناء توقيع اتفاقية إنشاء مطار صنعاء من قبل السيد العلامة عبدالله يحيى الصعدي وزير الأشغال العامة مع الجانب الألماني في مبنى وزارة الاشغال العامة سنة 1971م ويظهر خلف وزير الاشغال القاضي علي ابوالرجال وكيل وزارة الاشغال"

اشتهر بالحلم وسداد الرأي والإحسان، وحل الخصومات بين الناس، وشارك من خلال أعماله السابقة في إنشاء مطار صنعاء الدولي، وبناء دار الضيافة، وتعبيد الطريق المؤدية من صنعاء إلى تعز، وتزفيت الطريق المؤدية من مدينة حوث في محافظة عمران إلى مدينة صعدَة، وشق معظم طرقات محافظة صعدَة؛ كطريق صعدّة - ساقين وصعدَة - باقم، وصعدة - رازح، وتخطيط مدينة ضحيان وإدخال العديد من الخدمات إليها، وإيجاد شركة الكهرباء والمياه والسنترال، وكان عضوًا مؤسساً في (جمعية علماء اليمن).

#### إنشاء مطار صنعاء الدولي في عهده
بدأ مشروع إنشاء وتنفيذ مطار صنعاء في عام 1969م في فترة حكم الرئيس القاضي عبدالرحمن الإرياني وبجهود وزراة الاشغال آنذاك، حيث قام مجموعة من خبراء المطارات في وزارة النقل في المانيا بعمل الدراسات الأولية لمطار صنعاء الدولي وفي شهر يوليو 1970م تم توقيع اتفاقية بين اليمن والمانيا لتنفيذ المرحلة الأولى من المشروع وقد اشتملت  توقيع اتفاقية مطار صنعاء من قبل السيد العلامة عبدالله يحيى الصعدي وزير الأشغال العامة، مع الجانب الألماني في مبنى وزارة الأشغال العامة سنة 1971م، وإنشاء ما يلي:
- إنشاء الممرات توسعه وتدعيم المهبط.
- إنشاء مرسى الطائرات.
- إنشاء موقف السيارات.
- إنشاء مبنى الصالات.
- إنشاء مبنى البرج.
- إنشاء تجهيزات المياه والطاقه.
- إنشاء محطة الاطفاء.
- عمل الاضاءة للمهبط.
- تركيب المساعدات الملاحية.
- تسوير المطار.

بدأت أعمال البناء في المشروع مع بدء تصنيع أجزاء الحديد الصلب الجاهزة في المانيا في يوليو 1971م، أما الأعمال المحلية فقد بدأت في سبتمبر 1971م وقد كان هبوط أول طائرة أجنبية نفاثة في نوفمبر 1972م.
في فبراير 1973م تم الانتهاء من أعمال الهندسة المدنية وتم كذلك الانتهاء من تجهيزات الاضاءة في يوليو 1973م، وفي نهاية شهر يوليو 1973م تم الانتهاء من أعمال البناء. وفي نهاية عام 1973م تم الانتهاء من تركيب أجهزة الملاحة الجوية.

## وفاته
وكانت وفاته رحمه الله بتاريخ 21 محرم 1421هـ الموافق 25 أبريل 2000م ، بعد أن أجريت له عملية في مدينة جدة في المملكة العربية السعودية، ونقل جثمانه الطاهر إلى بلده حيث دفن هناك بمدينة ضحيان وقد شيعه الكثير من المحبين ورجالات الدولة وكبار الشخصيات.

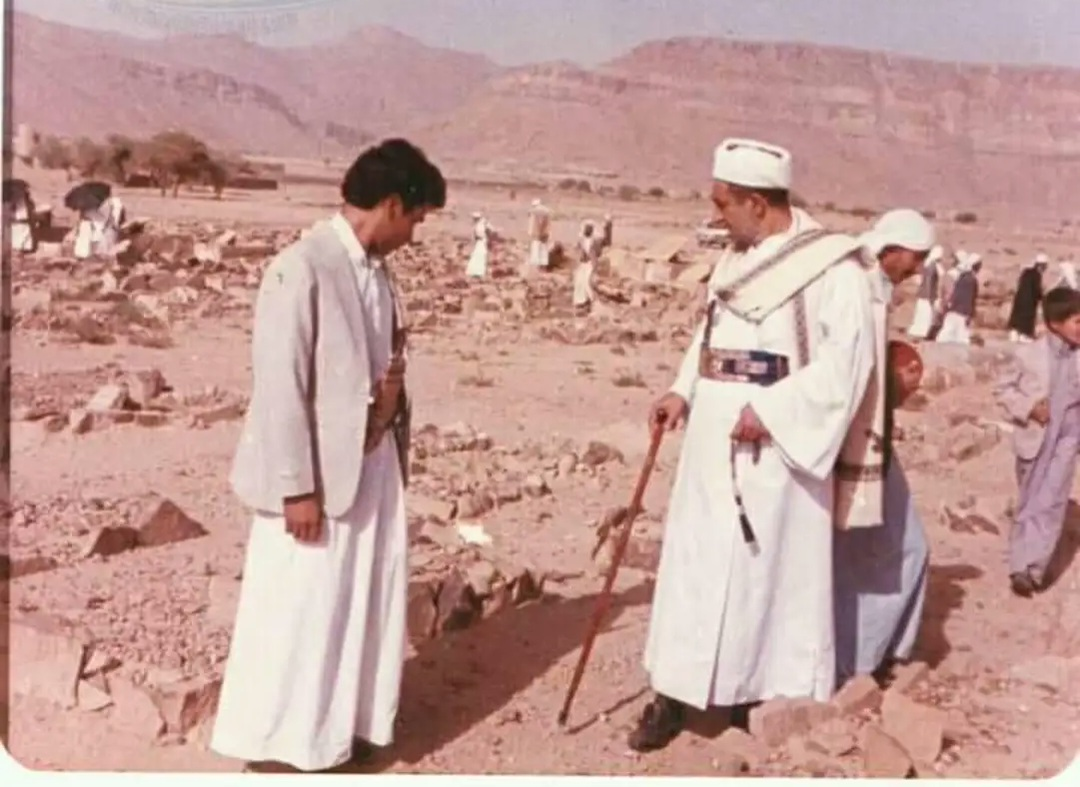
"في زيارة لمقبرة ضحيان بعد صلاة العيد"

## وصلات خارجية
1. ↑  "موسوعة اعلام اليمن و مؤلفيه - Apps on Google Play". مؤرشف من الأصل في 2024-03-30. اطلع عليه بتاريخ 2024-06-01.
2. ↑  "الأغصان لمشجرات أنساب عدنان وقحطان. pdf - المكتبة المفتوحة". مؤرشف من الأصل في 2024-05-31.
3. ↑  "مصادر التراث في المكتبات الخاصة في اليمن / مجلد 1 / صفحة 13 / مصادر التراث في المكتبات الخاصة في الي". مؤرشف من الأصل في 2024-06-01. اطلع عليه بتاريخ 2024-06-01.
4. ↑  "مصادر التراث في المكتبات الخاصة في اليمن ج2 .. للسيد العلامة عبد السلام بن عباس الوجيه | المجلس الزيدي الإسلامي". www.zaidiah.com. مؤرشف من الأصل في 2024-05-31. اطلع عليه بتاريخ 2024-09-10.
5. 1 2  "مؤتمر حرض: وثائق ومحاضر". مؤرشف من الأصل في 2024-06-06. اطلع عليه بتاريخ 2024-06-11.
6. ↑  "مذكرات الرئيس القاضي عبد الرحمن بن يحي الإرياني (الجزء الأول)". مؤرشف من الأصل في 2024-02-29. اطلع عليه بتاريخ 2024-06-01.
7. ↑  "مذكرات الرئيس القاضي عبد الرحمن بن يحي الإرياني (الجزء الثاني)". مؤرشف من الأصل في 2024-05-31. اطلع عليه بتاريخ 2024-06-01.
8. ↑  "مذكرات القاضي الإرياني الجزء الأول / PDF". مؤرشف من الأصل في 2024-05-31. اطلع عليه بتاريخ 2024-06-01.
9. ↑  عبداللة،، الصلوي، ضياء (2003). الحكومات اليمنية خلال اربعين عاما: 26 سبتمبر 1962 - 26 سبتمبر 2002. SABA. مؤرشف من الأصل في 2024-06-01.
10. ↑  "الثورة واليمن .. بعين الشهيد المتوكل". مؤرشف من الأصل في 2008-12-19. اطلع عليه بتاريخ 2024-06-11.
11. ↑  "صور قديمة تكشف المراحل الأولى لــ "مطار صنعاء" منذ افتتاحه حتى الآن". مؤرشف من الأصل في 2024-05-31. اطلع عليه بتاريخ 2024-06-01.